# Бєдний Володимир Анатолійович
Володимир Анатолійович Бєдний (нар. 6 вересня 1968, Луганськ, УРСР) — радянський та український футболіст, виступав на позиціях захисника та півзахисника.

## Життєпис
Вихованець СДЮШОР «Зоря» (Луганськ), перші тренери — В. П. Глухар та А. І. Кучинський. У 1985 році в складі «Зорі» у другій лізі провів вісім матчів, зіграв одну гру за дубль дніпропетровського «Дніпра». У 1986-1987 роках провів 8 матчів у вищій лізі в складі «Шахтаря» (Донецьк). У 1987-1988 роках був у «Динамо» (Київ), зіграв 38 поєдинків, забив два м'ячі за дубль; в складі основної команди провів 9 матчів у Кубку Федерації. У 1989 році зіграв одну гру за «Шахтар» у Кубку Федерації. У 1990-1991 роках грав у другій лізі в складі луганської «Зорі», а в 1992-1994 роках зіграв за команду 52 матчі, забив один м'яч у чемпіонаті України. Потім грав у нижчих лігах України за «Динамо» Луганськ (1994), «Хімік» Сєвєродонецьк (1995), «Прометей» Дніпродзержинськ (1995), «Дружбу» Бердянськ (1996). Завершив кар'єру через травми.

## Досягнення
- Чемпіон Європи (U-16): 1985
- Володар «Кубка юності» 1982 року.
- Переможець перших Всесоюзних юнацьких ігор 1985 року.